# Orjol
Orjol (cirill betűkkel: Орёл) város Oroszországban, az Orjoli terület székhelye. Oroszország nyugati részén, a Közép-orosz-hátságon,  Moszkvától délnyugatra 368 km-re terül el. A város az Orjoli területtel együtt a Központi szövetségi körzethez, valamint a Központi Gazdasági Körzethez tartozik. Lakossága 2010-ben 317 747 fő volt (Oroszország 57. legnépesebb városa).

## Híres emberek
Itt született:
- Leonyid Nyikolajevics Andrejev (1871–1919) orosz próza- és drámaíró.
- Mihail Mihajlovics Bahtyin (1895–1975) orosz, szovjet irodalomtudós, esztéta.
- Beketow Mátyás (eredeti nevén Matvej Ivanovics Beketov) (1867–1928) bohóc, műlovar, cirkuszigazgató, a Városi Cirkusz (a mai Fővárosi Nagycirkusz elődje) egykori bérlője.
- Ivan Szergejevics Turgenyev orosz író, drámaíró.
- Andrej Medardovics Zajoncskovszkij (1862–1926) orosz gyalogsági tábornok, a Vörös Hadsereg hadiakadémiájának professzora, hadtörténész.
- Nyikolaj Nyikolajevics Zolotarjov (1915–1989) szovjet-orosz festő és díszlettervező.